# Jesús Juárez Párraga
Jesús Juárez Párraga SDB (ur. 22 lipca 1943 w Alquerias w Hiszpanii) – hiszpański duchowny katolicki, arcybiskup Sucre w latach 2013–2020.

## Życiorys
Święcenia kapłańskie przyjął 16 grudnia 1972 w zakonie salezjanów. Po święceniach pracował w Boliwii. W latach 1979–1985 był wikariuszem tamtejszej prowincji zakonnej, a w kolejnych latach kierował jedną z placówek salezjańskich.
16 kwietnia 1988 papież Jan Paweł II mianował go biskupem pomocniczym archidiecezji La Paz ze stolicą tytularną Gummi in Proconsulari. Sakry biskupiej udzielił mu 18 czerwca 1988 ówczesny nuncjusz apostolski w Boliwii - arcybiskup Santos Abril y Castelló.
25 czerwca 1994 został mianowany biskupem ordynariuszem diecezji El Alto.
2 lutego 2013 Benedykt XVI mianował go arcybiskupem metropolitą Sucre. Ingres odbył się 20 marca 2013. Paliusz otrzymał z rąk papieża Franciszka w dniu 29 czerwca 2013.
11 lutego 2020 przeszedł na emeryturę.